# Školní naučná stezka (Brušperk)
Školní naučná stezka, je naučná stezka v Brušperku v okrese Frýdek-Místek v Moravskoslezském kraji v pohoří Podbeskydská pahorkatina a na Moravě.

## Historie a popis
Školní naučná stezka byla postavena jako doprovodná akce k turistickému pochodu Brušperské 50 retro v roce 2023. Stezka má délku cca 9,1 km a 24 zastavení s informačními panely včetně QR kódu. Zaměření je na přírodu, zeměpis a historii Brušperku. Na tvorbě stezky se výrazně podíleli žáci a učitelé z místní Základní školy Vojtěcha Martínka Brušperk.

## Další informace
Stezka je celoročně volně přístupná.